# ナンダムーリ・バーラクリシュナ
ナンダムーリ・バーラクリシュナ（Nandamuri Balakrishna、1960年6月10日 - ）は、インドのテルグ語映画で活動する俳優、映画プロデューサー、政治家。「バーラクリシュナ (Balakrishna)」「バーライヤ (Balayya)」「NBK」の通称で知られ、40年以上のキャリアの中で100本以上の映画に出演し、テルグ語映画界を代表する俳優の地位を確立した。これまでにナンディ賞、南インド国際映画賞を受賞しており、2014年からはアーンドラ・プラデーシュ州議会議員を務めている。また、バーサヴァタラーカム・インド＝アメリカ癌研究所の所長も務めている。
テルグ語映画の伝説的俳優でアーンドラ・プラデーシュ州首相も務めたN・T・ラーマ・ラオの六男として生まれ、14歳の時に『Tatamma Kala』で映画デビューし、これ以降100本以上の映画に出演して様々な役柄を演じてきた。100本目の出演作となった『Gautamiputra Satakarni』ではサータヴァーハナ朝の王ガウタミープトラ・シャータカルニを演じた。

## 生い立ち
1960年6月10日にマドラス（現チェンナイ）で生まれる。父N・T・ラーマ・ラオ（NTR）はテルグ語映画の俳優として活動し、後に政治家に転身してアーンドラ・プラデーシュ州首相を3期務めた。バーラクリシュナは父がテルグ語映画で活動していたこともあり、幼少期は同映画産業の拠点だったマドラスで過ごし、青年期は新たに映画産業の拠点となったハイデラバードで過ごした。同地ではニザーム・カレッジに進学し、商学の学位を取得した。1982年にヴァスンダーラ・デーヴィと結婚し、3人の子供をもうけた。

## キャリア

### 俳優

#### 1974年 - 1986年
1974年に父NTRが監督した『Tatamma Kala』で子役出演し、映画デビューした。その後も『Daana Veera Soora Karna』『Sri Madvirata Parvam』『Akbar Salim Anarkali』『Sri Tirupati Venkateswara Kalyanam』など父の監督作品に出演し、『Annadammula Anubandham』（ダルメンドラ主演のヒンディー語映画『Yaadon Ki Baaraat』のリメイク）では父NTRが演じる主人公の弟役を演じ、『Dana Veera Sura Karna』では兄ナンダムーリ・ハリクリシュナが演じるアルジュナの息子アビマニユ役を演じた。
1984年に『Sahasame Jeevitham』で大人の役を演じ、コーディー・ラーマクリシュナの『Mangammagari Manavadu』ではバーヌマティ、スハーシニ・マニラトナムと共演した。この他に『Kathanayakudu』『Srimadvirat Veerabrahmendra Swami Charitra』『Janani Janmabhoomi』に出演している。1985年には『Bharyabhartala Bhandam』でアッキネーニ・ナゲシュワラ・ラオと共演し、1986年には『Muddula Krishnayya』『Seetharama Kalyanam』『Anasuyamma Gari Alludu』『Desoddharakudu』に出演した。

#### 1987年 - 1999年
1987年にK・ラーガヴェンドラ・ラーウの『Apoorva Sahodarulu』で二役を演じ、同年にはT・ラーマ・ラオの『President Gari Abbai』、コーディー・ラーマクリシュナの『Muvva Gopaludu』に出演した。1988年には『Inspector Pratap』『Bharatamlo Bala Chandrudu』『Tiragabadda Telugubidda』『Raktabhishekam』に出演し、1989年にはコーディー・ラーマクリシュナの『Muddula Mavayya』でヴィジャヤシャーンティと共演した。1990年には『Nari Nari Naduma Murari』でショーバナ、ニローシャと共演し、B・ゴーパールの『Lorry Driver』ではヴィジャヤシャーンティと共演した。
1991年にシンギータム・シュリニヴァサ・ラーオの『Aditya 369』に出演し、1992年には『Dharma Kshetram』でディヴィヤ・バールティ、『Rowdy Inspector』でヴィジャヤシャーンティと共演した。1993年には『Nippu Ravva』でショーバナとヴィジャヤシャーンティ、『Bangaru Bullodu』でラヴィーナー・タンダンとラムヤ・クリシュナと共演している。1994年から1999年にかけては『Bhairava Dweepam』『Brahmarshi Viswamitra』『Bobbili Simham』『Vamsanikokkadu』『Peddannayya』『Top Hero』『Muddula Mogudu』『Maatho Pettukoku』『Raana』『Pavitra Prema』『Samarasimha Reddy』に出演している。

#### 2000年 - 2009年
2000年にE・V・V・サティヤーナーラーヤナの『Goppinti Alludu』でシムランと共演し、彼女とは引き続き2001年の『Narasimha Naidu』でも共演している。また、バーラクリシュナは同作で初めてナンディ賞 主演男優賞を受賞した。同年には『Bhalevadivi Basu』でシルパー・シェッティ、アンジャラ・ジャヴェーリと共演している。2002年に『Seema Simham』、2003年に『Chennakesava Reddy』に出演し、『Chennakesava Reddy』は興行的・批評的に成功を収めた。2004年に『Lakshmi Narasimha』でアシン・トーットゥンカルと共演し、バーラクリシュナは演技を批評家から絶賛され、興行的にも成功を収めている。この間、バーラクリシュナは父の主演作品『Nartanasala』のリメイク映画を企画し、2003年3月にハイデラバードで製作発表会を開いた。会見ではバーラクリシュナが監督・主演、プサパティ・ラクシュミパティ・ラージュが製作、主要キャストとしてサウンダリヤー、シュリハリ、サーイ・クマール、ウダイ・キラン、アシン・トーットゥンカルが出演することが発表されたが、2004年4月にサウンダリヤーが死去したことで製作が中止された。
2005年から2009年にかけて『Vijayendra Varma』『Veerabhadra』『Allari Pidugu』『Okka Magaadu』『Maharathi』に出演したが、いずれも興行成績は振るわなかった。2008年には『Pandurangadu』でスネーハー、タッブーと共演し、二役（クリシュナ、パンドゥランガ）を演じた。Rediff.comはバーラクリシュナの演技について、「バーラクリシュナは神とランガの二役を見事に演じ、映画のクライマックスで輝きを放つ。NTRの後を継ぐのは至難の業だが、彼の息子はNTRが演じたクリシュナを恋しいと思わせるものの、よく演じている」と批評している。同作の興行成績は平均的な結果だったが、バーラクリシュナはサントーシャム南インド映画賞 主演男優賞を受賞した。2009年には『Mitrudu』でプリヤーマニと共演して彼女が演じるヒロインの友人役を演じたが、平均的な評価に終わっている。

#### 2010年 - 現在

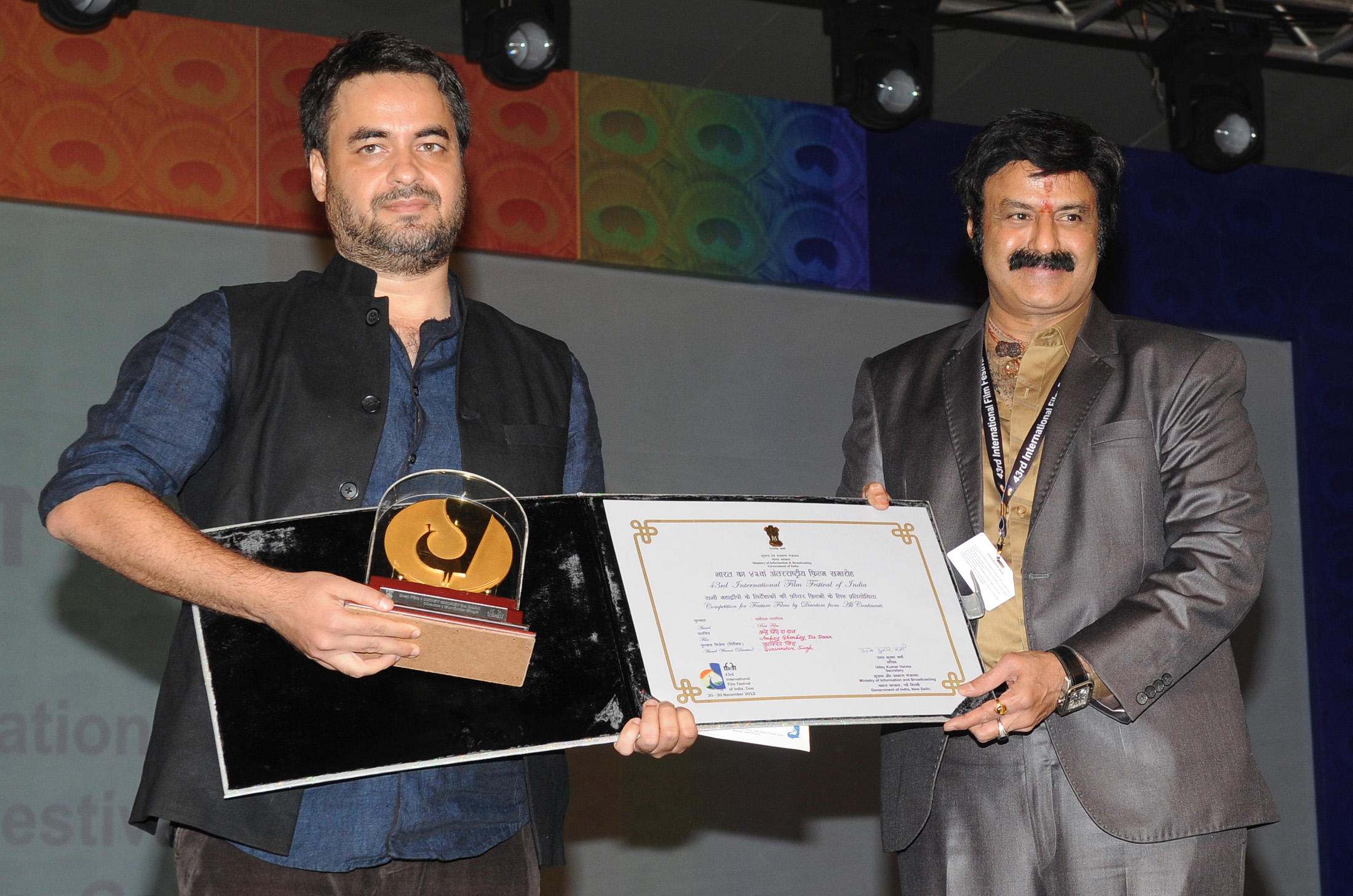
第43回インド国際映画祭でグルヴィンダル・シンに金孔雀賞を授与するナンダムーリ・バーラクリシュナ（2012年）

2010年にボーヤパーティ・シュリーヌの『Simha』でナヤンターラ、スネーハー・ウッラルと共演した。バーラクリシュナは父子の二役を演じ、映画は批評家から好意的な評価を受け、この年のテルグ語映画興行成績第1位にランクインしている。Rediff.comはバーラクリシュナについて、「バーラクリシュナは抑制の効いた演技を見せてくれた。彼のキャラクターは時に咆哮するはずだが、ほとんどの時間は目立たない存在だ。しかし、彼のショーである以上、彼には多くの喜びが用意されている」と批評している。2011年に『ラーマーヤナ』を題材とした『Sri Rama Rajyam』に出演し、2012年には『Adhinayakudu』で三世代（祖父、父、子）の三役を演じた。また、同年開催の第43回インド国際映画祭に主賓として招待された。2014年にボーヤパーティ・シュリーヌの『Legend』でソーナル・チャウハン、ジャガパティ・バーブと共演した。2017年には100本目の出演作となる『Gautamiputra Satakarni』で主人公のガウタミープトラ・シャータカルニ役を演じ、同作はエディンバラ・インド映画ドキュメンタリー映画祭で上映された。2018年にはK・S・ラヴィクマールの『Jai Simha』に出演し、同時期に父NTRの生涯を描く伝記映画の撮影にNTR役として参加した。この映画は二部作構成『NTR: Kathanayakudu』『NTR: Mahanayakudu』）で製作され、2019年に公開された。2021年はボーヤパーティ・シュリーヌの『Akhanda』で二役を演じ、興行的な成功を収めた。

### 政治家
父NTRがテルグ・デサム党を結党して以来、バーラクリシュナは選挙運動に参加していたが、2014年まで立候補することはなかった。彼は休暇のため義父の家に滞在していた際、東ゴーダーヴァリ県でテルグ・デサム党の政治キャンペーンに参加し、その後に実施されたアーンドラ・プラデーシュ州議会議員選挙にヒンドゥプール選挙区から出馬して当選した。1983年以来、ヒンドゥプールはテルグ・デサム党の政治基盤となっており、歴代党支部長は父NTRや兄ハリクリシュナが務めてきた。バーラクリシュナは、ナンダムーリ家の人間として3人目の州議会議員である。

## 発砲事件
2004年6月3日午後8時50分、ハイデラバードのジュビリー・ヒルズにあるバーラクリシュナの自宅で発砲事件が発生した。バーラクリシュナはプロデューサーのベラムコンダ・スレーシュとサティヤーナーラーヤナ・チョーダリーに向けて発砲し、負傷した2人はアポロ病院に搬送された。同月6日にバーラクリシュナは逮捕されたが、裁判所は警察の申し出を受け入れ、彼を治療のためにCARE病院に入院させ、後にニザーム医科学研究所に転院させた。これについて、ニザーム医科学研究所の所長がNTRの元主治医だったことから、「刑務所への収監を避けるために病院に入院させている」と批判された。バーラクリシュナは「2人のうち、どちらかにナイフで襲われたため、正当防衛のため発砲した」と主張しており、妻ヴァスンダーラも「3人が打ち合わせ中に口論となり、2人がナイフで夫を襲い、彼が拳銃で反撃する現場を目撃した」と証言している。ベラムコンダとサティヤーナーラーヤナは「バーラクリシュナに撃たれた」と証言したが、後に発言を撤回している。7月に入り、バーラクリシュナは「裁判所の許可なくハイデラバードから出ないこと」「パスポートを裁判所に引き渡すこと」を条件に保釈金10万ルピーを支払い釈放された。
人権フォーラム（HRF）は事件後の対応について、警察がバーラクリシュナを拘束せずに病院に「避難」させ、メディアがバーラクリシュナに対して同情的に事件を報道していることに懸念を示している。

## 受賞歴

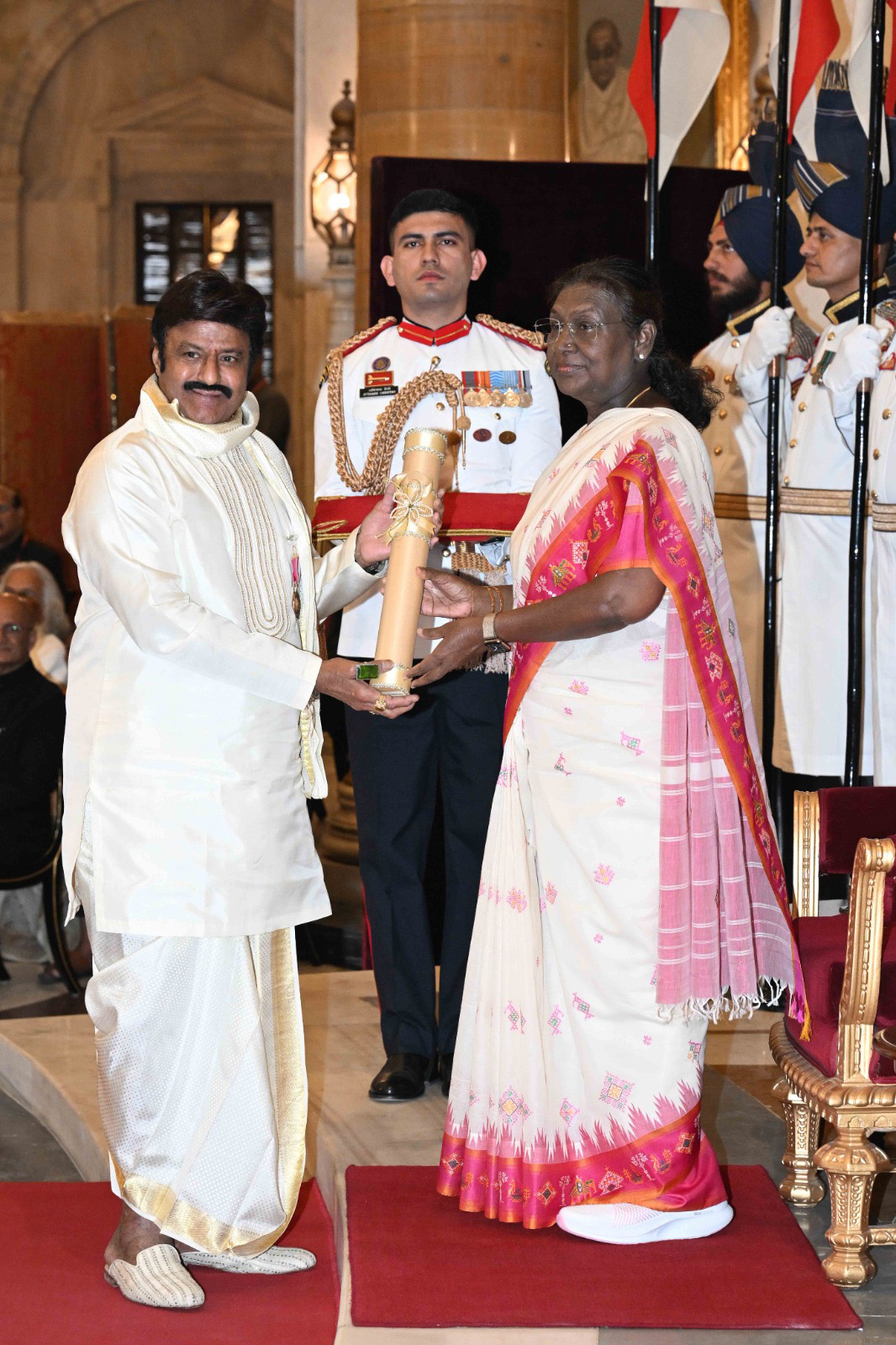
インド大統領ドラウパディ・ムルムからパドマ・ブーシャン勲章を授与されるナンダムーリ・バーラクリシュナ（2025年）

| 年                                | 部門                       | 作品                       | 結果       | 出典          |
| 栄典                              | 栄典                       | 栄典                       | 栄典       | 栄典          |
| --------------------------------- | -------------------------- | -------------------------- | ---------- | ------------- |
| 2025年                            | パドマ・ブーシャン勲章     | N/A                        | 受賞       | [ 45 ]        |
| フィルムフェア賞 南インド映画部門 |                            |                            |            |               |
| 1988年                            | テルグ語映画部門主演男優賞 | 『Muvva Gopaludu』         | ノミネート |               |
| 1993年                            | テルグ語映画部門主演男優賞 | 『Aditya 369』             | ノミネート |               |
| 2000年                            | テルグ語映画部門主演男優賞 | 『Samarasimha Reddy』      | ノミネート |               |
| 2002年                            | テルグ語映画部門主演男優賞 | 『Narasimha Naidu』        | ノミネート |               |
| 2004年                            | テルグ語映画部門主演男優賞 | 『Seetayya』               | ノミネート |               |
| 2011年                            | テルグ語映画部門主演男優賞 | 『Simha』                  | ノミネート |               |
| 2012年                            | テルグ語映画部門主演男優賞 | 『Sri Rama Rajyam』        | ノミネート |               |
| 2018年                            | テルグ語映画部門主演男優賞 | 『Gautamiputra Satakarni』 | ノミネート |               |
| 2024年                            | テルグ語映画部門主演男優賞 | 『Bhagavanth Kesari』      | ノミネート | [ 46 ]        |
| 南インド国際映画賞                |                            |                            |            |               |
| 2012年                            | テルグ語映画部門主演男優賞 | 『Sri Rama Rajyam』        | ノミネート | [ 47 ] [ 48 ] |
| 2015年                            | テルグ語映画部門主演男優賞 | 『Legend』                 | 受賞       | [ 49 ]        |
| 2018年                            | テルグ語映画部門主演男優賞 | 『Gautamiputra Satakarni』 | ノミネート |               |
| 2022年                            | テルグ語映画部門主演男優賞 | 『Akhanda』                | ノミネート | [ 50 ] [ 51 ] |
| 2024年                            | テルグ語映画部門主演男優賞 | 『Bhagavanth Kesari』      | ノミネート | [ 52 ]        |
| IIFAウトサヴァム                  |                            |                            |            |               |
| 2024年                            | テルグ語映画部門主演男優賞 | 『Bhagavanth Kesari』      | ノミネート | [ 53 ] [ 54 ] |
| 2024年                            | ゴールデン・レガシー賞     | N/A                        | 受賞       | [ 53 ] [ 54 ] |
| ナンディ賞                        |                            |                            |            |               |
| 2001年                            | 主演男優賞                 | 『Narasimha Naidu』        | 受賞       | [ 55 ]        |
| 2010年                            | 主演男優賞                 | 『Simha』                  | 受賞       | [ 56 ]        |
| 2014年                            | 主演男優賞                 | 『Legend』                 | 受賞       | [ 57 ]        |
| テランガーナ・ガッダル映画賞      |                            |                            |            |               |
| 2025年                            | NTRナショナル・アワード    | N/A                        | 受賞       | [ 58 ]        |
| CineMAA賞                         |                            |                            |            |               |
| 2011年                            | 主演男優賞                 | 『Simha』                  | 受賞       | [ 59 ]        |
| サントーシャム南インド映画賞      |                            |                            |            |               |
| 2009年                            | 主演男優賞                 | 『Pandurangadu』           | 受賞       | [ 60 ]        |
| 2011年                            | 主演男優賞                 | 『Simha』                  | 受賞       | [ 61 ]        |
| 2012年                            | 主演男優賞                 | 『Sri Rama Rajyam』        | 受賞       | [ 62 ]        |
| TSRナショナル・アワード           |                            |                            |            |               |
| 2010年                            | 主演男優賞                 | 『Simha』                  | 受賞       | [ 63 ]        |
| 2011年                            | 主演男優賞                 | 『Sri Rama Rajyam』        | 受賞       | [ 64 ]        |
| 2014年                            | 主演男優賞                 | 『Legend』                 | 受賞       | [ 65 ]        |